# Pavão
Pavão là một đô thị thuộc bang Minas Gerais, Brasil. Đô thị này có diện tích 599,369 km², dân số năm 2007 là 8868 người, mật độ 7,4 người/km².